# Astragalus melitenensis
Astragalus melitenensis är en ärtväxtart som beskrevs av Pierre Edmond Boissier. Astragalus melitenensis ingår i släktet vedlar, och familjen ärtväxter. Inga underarter finns listade i Catalogue of Life.